# Selwanówka
Selwanówka – wieś w Polsce położona w województwie mazowieckim, w powiecie kozienickim, w gminie Kozienice. 
Miejscowość wchodzi w skład sołectwa Łaszówka.
Selwanówka, podobnie jak i sąsiednia Łaszówka, założona została przez rosyjskiego oficera Selwana, donatariusza majoratu ryczywolskiego.
W latach 1975–1998 miejscowość administracyjnie należała do województwa radomskiego.